# Inhibiteur du TNF

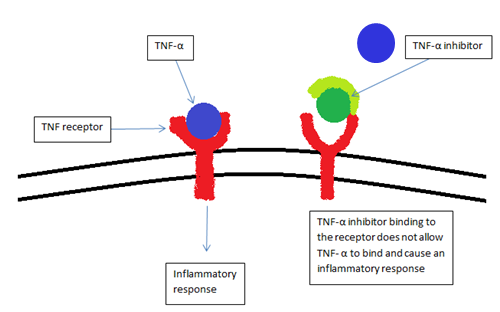
schéma d'une paroi cellulaire qui décrit la fonction du TNF-α et de l'inhibiteur du TNF-α.

Les inhibiteurs du TNF (ou inhibiteurs du TNF alpha) sont une classe pharmacologique comprenant des inhibiteurs du facteur de nécrose tumorale (TNF de l'anglais : tumor necrosis factor), une cytokine impliquée dans les processus inflammatoires de la polyarthrite rhumatoïde. Ils peuvent être de type immunoadhésines ou anticorps monoclonaux.

## Exemples d'inhibiteurs du TNF
- L'adalimumab (commercialisé).
- L'étanercept (commercialisé).
- L'infliximab (commercialisé).
- Le certolizumab pegol (commercialisé).
- L'onercept.
- Le golimumab (commercialisé).
- Le pegsunercept[2].
- L'afelimomab[3].
- Le lenercept (développement arrêté)[4].

## Principales contre-indications
- Infection grave.
- Grossesse et allaitement.
- Insuffisance cardiaque modérée à sévère.

## Précautions principales
- Poursuivre la contraception plusieurs mois après l’arrêt du traitement.
- Surveillance du risque infectieux, en particulier de réactivation de tuberculose latente, favorisée par l'inhibition du TNF-alpha.
- Surveillance du risque tumoral (lymphome).
- Initiation du traitement en milieu hospitalier car risque de réactions allergiques graves (anaphylaxie) immédiates ou retardées.

## Effets secondaires
Parmi les effets secondaires graves, des atteintes cutanées tels qu'un syndrome de Lyell, un érythème polymorphe ou un syndrome de Stevens-Johnson, ont été notifiés à la FDA pour l'infliximab, l'étanercept et l'adalimumab.